# У мене є мрія (інтернет-мем)

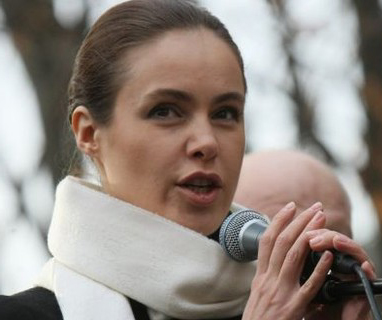
Наталія Королевська

«У мене є мрія» — інтернет-мем, який з'явився під час виборчої кампанії в Україні 2012 року. Перше речення з агітаційного ролику з промовою Наталії Королевської; у свою чергу є плагіатом[джерело не вказане 2566 днів] зі знаменитої промови Мартіна Лютера Кінга.
Використовувався як для відвертого кепкування над політичними амбіціями очільниці політичної партії «Україна — Вперед!» Наталії Королевської, так і на інші диференційні теми.